# El Mezquite, San Felipe
El Mezquite är en ort i Mexiko.   Den ligger i kommunen San Felipe och delstaten Guanajuato, i den centrala delen av landet, 300 km nordväst om huvudstaden Mexico City. El Mezquite ligger 2 345 meter över havet och antalet invånare är 243.
Terrängen runt El Mezquite är kuperad åt nordost, men åt sydväst är den platt. Terrängen runt El Mezquite sluttar västerut. Runt El Mezquite är det ganska glesbefolkat, med 31 invånare per kvadratkilometer. Närmaste större samhälle är Providencia de Guadalupe, 17,0 km nordväst om El Mezquite. Omgivningarna runt El Mezquite är i huvudsak ett öppet busklandskap.